# Casa Charles A. Shaffer
La Casa Charles A. Shaffer (en inglés: Charles A. Shaffer House) es una casa histórica ubicada en Rancho Santa Fe, California. La Casa Charles A. Shaffer se encuentra inscrita  en el Registro Nacional de Lugares Históricos desde el 05 de agosto de 1991.

## Ubicación
La Casa Charles A. Shaffer se encuentra dentro del condado de San Diego en las coordenadas 33°02′28″N 117°12′54″O / 33.041111, -117.215.